# Olfert Dapper

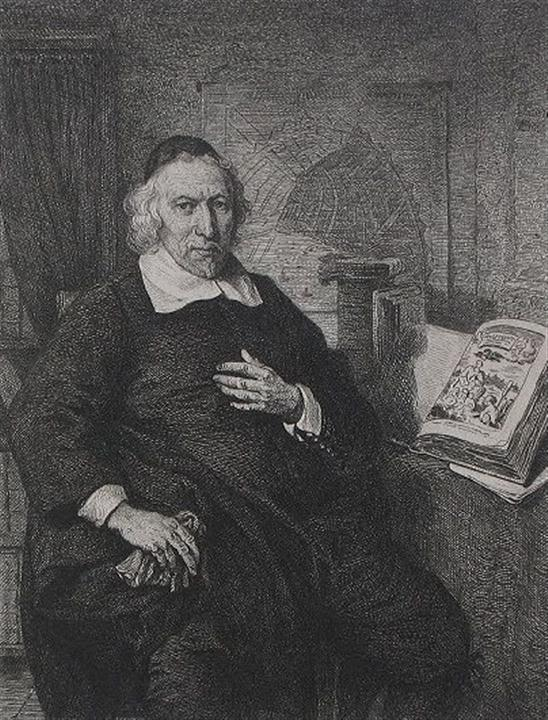
Olfert Dapper

Olfert Dapper (* 6. Januar 1636 im Stadtteil Jordaan in Amsterdam; † 1689 in Amsterdam) war ein niederländischer Mediziner, Geograf und Historiker. Er wurde durch seine Veröffentlichungen im Verlag von Jacob van Meurs bekannt.

## Leben
Olfert Dapper wuchs mit mehreren Geschwistern in der Familie eines Leinewebers im Handwerkerviertel Jordaan in Amsterdam auf. Sein Vater hatte 1624 Trijntje Heeren geheiratet. Sie ließen ihre Kinder lutherisch taufen. Einige starben früh. Die Lebensdaten seines Bruders Gerrit sind bekannt (1627–1690). Das Geburtsjahr der Schwester Lysbeth wird mit 1623 angegeben.
Olfert Dapper studierte an der Universität Utrecht Medizin. Nach dem Studium kehrte er wieder in seine Geburtsstadt zurück.

## Schaffen
Dapper befasste sich mit der historischen Entwicklung der niederländischen Hauptstadt, mit der Literatur zur Geografie des Orients. Ebenso trug er die zeitgenössischen Kenntnisse über Afrika zusammen.

## Werke
- Historische Beschryving der Stadt Amsterdam. 1663 (Digitalisat).
- Naukeurige Beschrijvingen der Afrikaensche gewesten. 1668 (archive.org).
  - deutsch: Umbständliche und Eigentliche Beschreibung von Africa, und denen darzu gehörigen Königreichen und Landschaften. Amsterdam, 1670 (Digitalisat auf e-rara; Nachdruck: Steingrüben, Stuttgart 1964).
- Asia, of naukeurige Beschryving van het Rijk des Grooten Mogols, en een groot gedeelte van Indiën. 1672 (Digitalisat auf e-rara).
  - deutsch, übersetzt von Johann Christoff Beern: Asia, oder: Ausführliche Beschreibung des Reichs des Grossen Mogols und eines grossen Theils von Indien. Nürnberg, 1681 (Digitalisat auf e-rara).
- Dissertatione de plantarum vegetatione. 1678 (Digitalisat).